# Angelo Carpineta
Angelo Carpineta (Pietraferrazzana, 22 marzo 1961) è un allenatore di calcio ed ex calciatore italiano, di ruolo difensore.

## Carriera

### Giocatore
Dopo gli inizi nel settore giovanile del Chieti, ha giocato una partita in Serie C1 con la squadra neroverde nella stagione 1978-1979. Nella stagione 1979-1980 ha giocato in Serie C1 con il Chieti; l'anno successivo ha giocato sempre con la squadra neroverde, in Serie C2. Nella stagione 1981-1982 è all'Osimana, dove rimane anche per l'intera stagione 1982-1983, nel corso della quale segna un gol in 32 partite; viene riconfermato in giallorosso anche per la stagione 1983-1984, in cui segna altri 2 gol in 33 presenze, sempre nel campionato di Serie C2. Nel 1984 è stato acquistato dalla Fidelis Andria, squadra neopromossa in Serie C2 per la prima volta nella sua storia. Con la squadra pugliese ha vinto la Serie C2 nella stagione 1988-1989, conquistando così la prima promozione in Serie C1 (e più in generale in un campionato di terza serie) della storia della società, con cui ha continuato a giocare fino al termine della stagione 1990-1991 collezionando complessivamente 271 partite e segnando 40 gol, che fanno di lui il giocatore con più presenze ed il miglior marcatore di sempre nella storia della società. Nella stagione 1991-1992 ha vestito la maglia della Salernitana in Serie C1; con la squadra campana ha disputato 2 partite in Coppa Italia, una partita in Coppa Italia Serie C e 20 partite in campionato, senza mai segnare. A fine anno è stato ceduto al Carpi, con la cui maglia ha giocato in Serie C1 nella stagione 1992-1993. A fine anno è passato al Termoli, con la cui maglia ha segnato 6 reti (tutte su rigore) nel Campionato Nazionale Dilettanti.

### Allenatore
Nel 2003 ha lavorato come allenatore in seconda di Roberto Alberti al Chieti, in Serie C1. Nelle ultime 6 partite della stagione 2005-2006 ha allenato il Guardiagrele, con cui ha ottenuto la salvezza dopo i playout vinti contro l'Aminternina.
Nella stagione 2006-2007 ha allenato il Casoli nel campionato abruzzese di Promozione; a fine anno dopo aver ottenuto la promozione in Eccellenza ha lasciato la squadra per problemi lavorativi.

## Palmarès

### Giocatore

#### Competizioni nazionali
- Serie C2: 1

Fidelis Andria: 1988-1989